# (36565) 2000 QG118
2000 QG118 (asteroide 36565) é um asteroide da cintura principal. Possui uma excentricidade de 0.13055200 e uma inclinação de 4.81353º.
Este asteroide foi descoberto no dia 25 de agosto de 2000 por LINEAR em Socorro.